# Adam Szymczyk

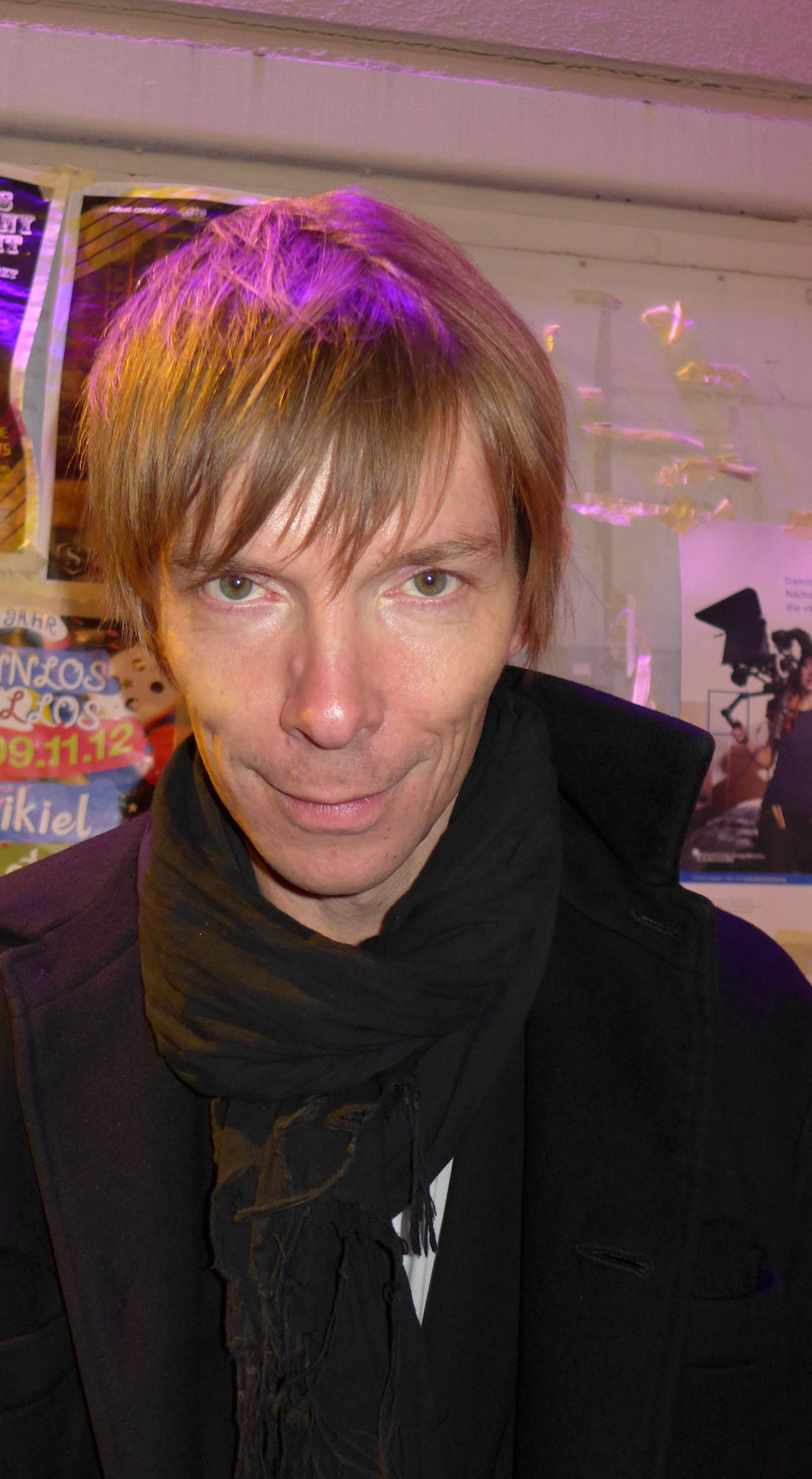
Adam Szymczyk

Adam Szymczyk, född 1970 i Piotrków Trybunalski i Polen, är en polsk kurator.
Adam Szymczyk utbildade sig i konsthistoria vid Warszawas universitet och till kurator vid konstcentret De Appel i Amsterdam i Nederländerna.
År 1997 var han medgrundare till Fundacja Galerii Foksal i Warszawa. Tillsammans med Elena Filipovic kuraterade han den femte Berlinbiennalen 2008.
Han var 2003–2014 chef för Kunsthalle Basel i Schweiz.
Szymczyk är konstnärlig chef för documenta 14 som hålls i Kassel och Aten 2017.